# ユリウス・ワーグナー＝ヤウレック
ユリウス・ワーグナー＝ヤウレック（Julius Wagner-Jauregg、本名〈1883年−1918年〉：ユリウス・ワーグナー・リッター・フォン・ヤウレック〈Julius Wagner Ritter von Jauregg〉）、1857年3月7日・ヴェルス – 1940年9月27日・ウィーン）はオーストリア人の医師。1950年に発行された500オーストリア・シリング紙幣に肖像が使用されていた。

## 経歴
ワーグナー＝ヤウレックは1874年から1880年までウィーン大学でサーロモン・シュトリッカー（Salomon Stricker）らとともに医学を学び、1880年に博士号を取得した。元々の専門は神経病理学ではなかったが、1883年から87年まで、マクシミリアン・ライデスドルフとともに精神科の医院で働いた。1889年にグラーツ大学の有名なリヒャルト・フォン・クラフト＝エビングの後を継ぎ、甲状腺腫、クレチン病、ヨウ素症などの研究を始めた。1893年、彼は精神医学、神経病理学の教授となり、テオドール・メイナードの後任としてウィーンの神経医学クリニックの責任者となった。10年後の1902年、ワーグナー＝ヤウレックは中央病院の精神科に転任し、1911年に元の職場に戻った。
ワーグナー＝ヤウレックは発熱を伴う精神疾患の治療に生涯を捧げた。1887年から彼は、1890年にロベルト・コッホが発見した丹毒、ツベルクリンの発熱性精神疾患への効果について研究を始めた。これらの治療法はうまくいかなかったが、1917年にはマラリア寄生虫の接種に取り組み、神経梅毒による麻痺性認知症に効果があることが実証された（ただしこの療法は危険度が大きいため、抗生物質が普及した現在では行なわれていない）。この発見により、彼は1927年度のノーベル生理学・医学賞を受賞した。1931年には主著Verhütung und Behandlung der progressiven Paralyse durch Impfmalariaを著している。
ワーグナー＝ヤウレックは1928年に退官したが、1940年9月27日に亡くなるまで精力的に働いた。